# Acropimpla leucostoma
Acropimpla leucostoma är en stekelart som först beskrevs av Cameron 1907.  Acropimpla leucostoma ingår i släktet Acropimpla och familjen brokparasitsteklar. Inga underarter finns listade i Catalogue of Life.